# سيارة عائلية كبيرة
السيارة العائلية الكبيرة -تُعرف أيضًا باسم السيارة الكبيرة أو السيارات كاملة الحجم (بالإنجليزية: Full-size car)‏ هي فئة بحجم السيارة نشأت في الولايات المتحدة وتستخدم للسيارات الأكبر من السيارات متوسطة الحجم. إنها أكبر فئة من حيث الحجم للسيارات.
بعد الحرب العالمية الثانية، استخدمت غالبية السيارات ذات الحجم الكامل طرازات سيارات السيدان وسيارات واغن، ولكن في السنوات الأخيرة كانت معظم السيارات كبيرة الحجم من سيارات السيدان. ماركة السيارة بالحجم الكامل الأكثر مبيعًا هي شيفروليه إمبالا، التي تباع كسيارة كبيرة الحجم من 1958 إلى 1986، ومن 1994 إلى 1996، ومن 2000 إلى 2020.[بحاجة لمصدر]

## التعريف الحالي
تتضمن لوائح اقتصاد الوقود لوكالة حماية البيئة الأمريكية (EPA) لعام 1977 والسنة النموذجية اللاحقة (بتاريخ يوليو 1996) تعريفات لفئات السيارات. استنادًا إلى حجم الركاب والبضائع معًا، يتم تعريف السيارات الكبيرة (السيارات كاملة الحجم) على أنها تحتوي على مؤشر حجم داخلي يزيد عن 120 قدم مكعب (3.4 م3) لطرازات السيدان، أو 160 قدم مكعب (4.5 م3) لسيارات ستيشن واغن.

## المحركات
منذ الثلاثينات حتى الثمانينات من القرن العشرين كانت معظم السيارات كبيرة الحجم في أمريكا الشمالية تعمل بمحركات V8. ومع ذلك، فإن محركات V6 والمحركات ذات الستة إسطوانات المستقيمة كانت متوفرة أيضًا في السيارات الأمريكية كاملة الحجم، خاصة حتى الخمسينات من القرن العشرين، وأصبحت شائعة بشكل متزايد منذ تقليص حجم السيارات كاملة الحجم في الثمانينات.

## التاريخ

### أوائل القرن العشرين

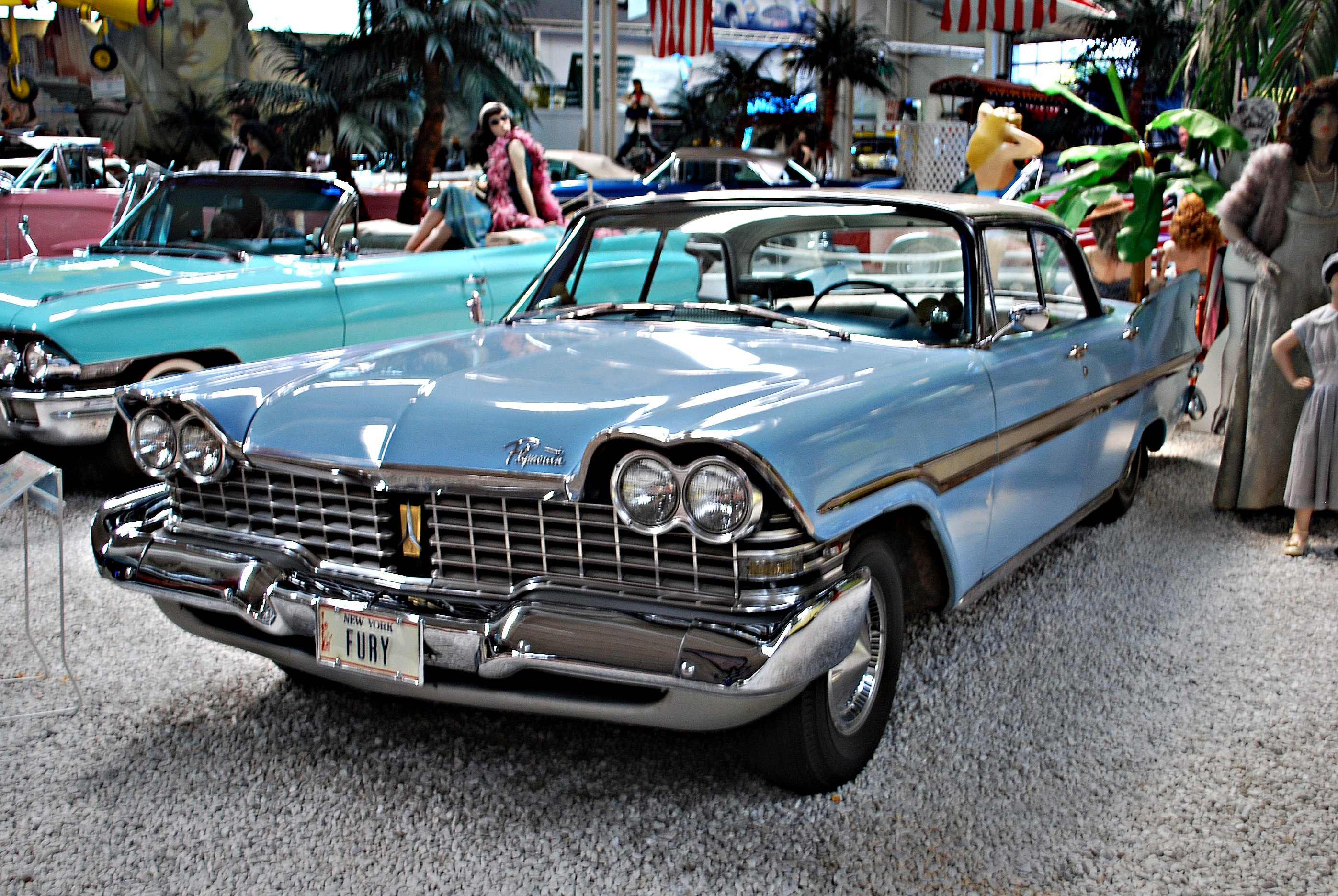
1959 بليموث فيوري

تبدأ سلالة السيارات الأمريكية كاملة الحجم ذات الإنتاج الضخم مع فورد موديل تي 1908. في عام 1923، قدمت جنرال موتورز شيفروليه سوبريور، لتصبح أول سيارة تتبنى هيكلًا مشتركًا (الهيكل A) للعديد من العلامات التجارية. بالمقارنة مع سيارات القرن الحادي والعشرين، فإن هذه المركبات صغيرة في الطول والعرض.
من العشرينات إلى الخمسينات من القرن العشرين، أنتج معظم المصنّعين خطوطًا نموذجية بحجم واحد، وتزايد حجمها مع إعادة تصميم كل نموذج. بينما يختلف الطول وقاعدة العجلات بين خطوط الطراز، كان العرض بعدًا ثابتًا نسبيًا، حيث طلبت الحكومة الفيدرالية الأمريكية إضافة أضواء التخليص على عرض يتجاوز 80 بوصة.

### الستينات

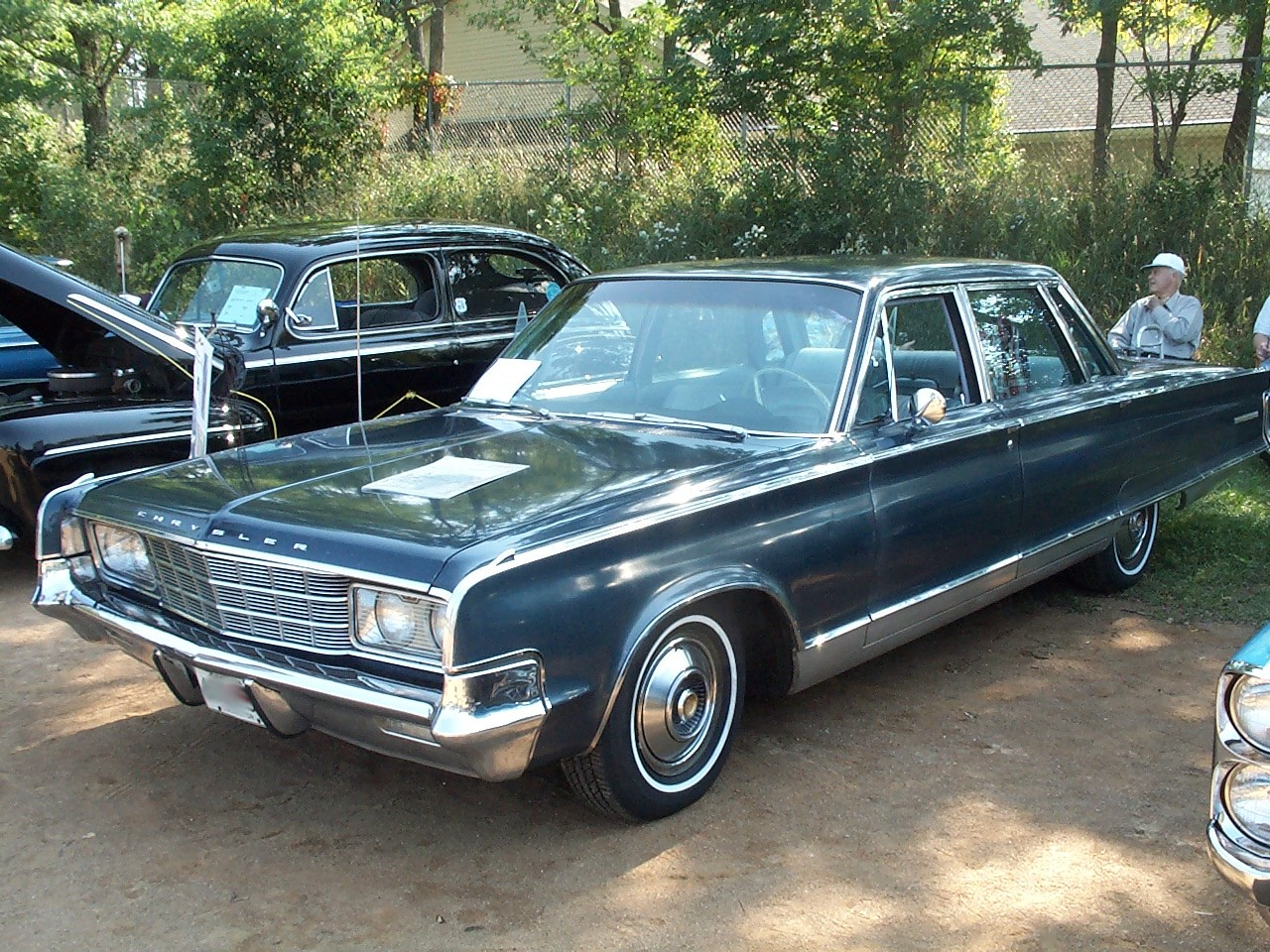
1965-1968 كرايسلر نيويوركر

في عام 1960، بعد إدخال السيارات المدمجة (مثل شيفروليه كورفير، وفورد فالكون، وبليموث فاليانت)، أصبحت تسمية «السيارة كاملة الحجم» موضع استخدام أوسع. في الستينات، تم تطبيق المصطلح على خطوط السيارات التقليدية للعلامات التجارية ذات الأسعار المنخفضة، بما في ذلك شيفروليه وفورد وبليموث. كمصطلح نسبي، تم تسويق السيارات كاملة الحجم من قبل نفس العلامات التجارية التي تقدم سيارات مدمجة، مع سيارات للمبتدئين للمشترين الذين يبحثون عن رحابة سيارة فاخرة بتكلفة أقل في السبعينات، يمكن للمركبات نفسها أن تنقل ما يصل إلى ستة ركاب بشكل مريح (أو ثمانية في ستيشن واغن)، على حساب استهلاك الوقود المرتفع.

### السبعينات

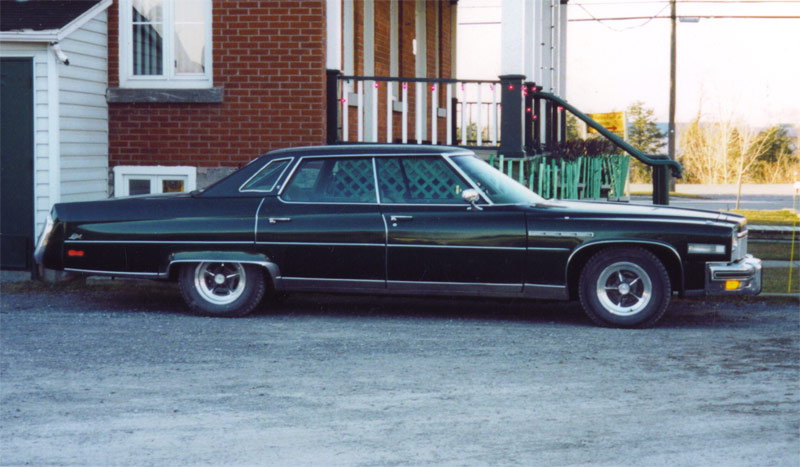
1975 Buick Electra Limited

انخفضت مبيعات السيارات كبيرة الحجم في الولايات المتحدة بعد أزمة الوقود في أوائل السبعينات. بحلول ذلك الوقت، نمت السيارات ذات الحجم الكامل إلى قاعدة عجلات من 121–127 بوصة (3.1–3.2 م) وأطوال إجمالية تبلغ حوالي 225 بوصة (5,715 مـم).[بحاجة لمصدر] قام المصنعون الأمريكيون بتقليص الحجم لتحسين الاقتصاد في استهلاك الوقود، مع المركبات ذات الحجم الكامل كأول خطوط نموذجية لرؤية تغيير كبير.
في حين أن جنرال موتورز وفورد ستقلل من البصمة الخارجية لخطوطها كاملة الحجم إلى تلك الخاصة بالوسطاء، سحبت أمريكان موتورز سفيرها وخطوط ماتادور بالحجم الكامل (للتركيز على إنتاج المركبات متوسطة الحجم). لتوفير تكاليف الإنتاج، أعادت شركة كرايسلر تغليف وسيطتها باستخدام الأسماء بالحجم الكامل السابقة، والانتقال إلى الخروج من المقطع في عام 1981.

### الثمانينات

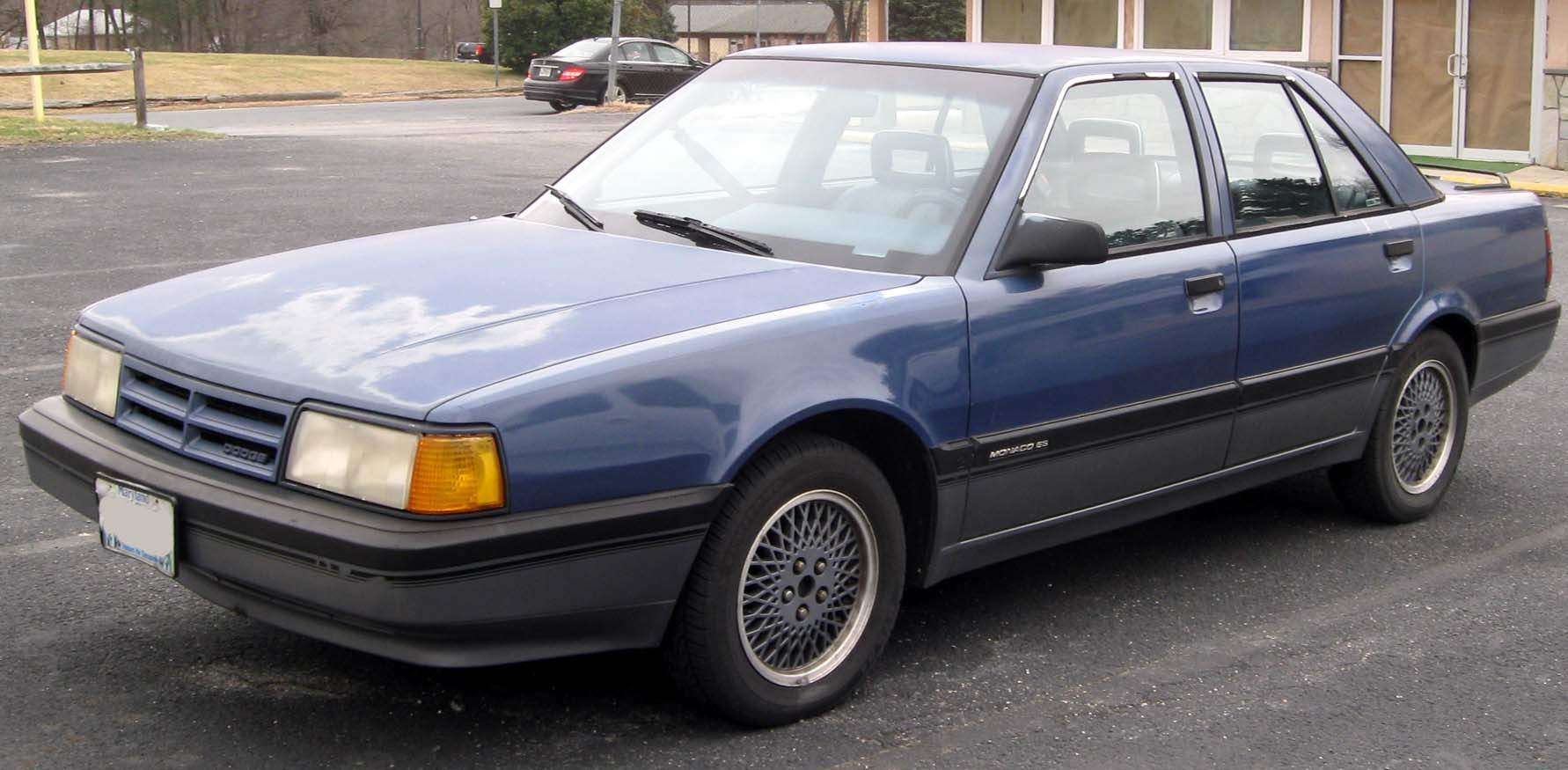
دودج موناكو (إيجل بريمير)

خلال الثمانينات، للامتثال بشكل أكبر لمعايير متوسط اقتصاد الوقود للشركات الأكثر صرامة، قلل المصنعون من البصمة الخارجية للعديد من خطوط الطراز خارج قطاع الحجم الكامل إلى فئة متوسطة الحجم. بالنسبة لعام 1982، خرجت كرايسلر من قطاع الحجم الكامل كليا، حيث كانت دودج ديبلومات متوسطة الحجم وبلايموث جران فيوري بمثابة أكبر خطوط سيارات السيدان.
بعد عام 1985، استبدلت جنرال موتورز معظم خطوط طرازها ذات الدفع بالعجلات الخلفية بالحجم الكامل بسيارات السيدان الأصغر ذات الدفع بالعجلات الأمامية. بقيت فقط سيارات ستيشن واغن وشيفروليه كابريس وكاديلاك بروجهام. تم تطوير فورد توريس 1986 في البداية لتحل محل فورد كراون فكتوريا، جنبًا إلى جنب مع طراز فورد متوسط الحجم.
بعد التخلي إلى حد كبير عن قطاع الحجم الكامل للسيارات المدمجة والشاحنات الصغيرة، استعادت شركة كرايسلر دخولها في فئة الحجم الكامل في عام 1988. تم تطوير سيارة بريمير بواسطة أمريكان موتورز قبل استحواذها من قبل كرايسلر، وكانت بريمير نسخة من سيارة رينو 25 ذات الدفع بالعجلات الأمامية والتي تم تكييفها لأمريكا الشمالية. احتلت ساب 9000 مكانة خاصة في نهاية الثمانينات، حيث كانت لفترة طويلة السيارة الوحيدة المستوردة التي صنفتها وكالة حماية البيئة على أنها «سيارة كبيرة».

### التسعينات

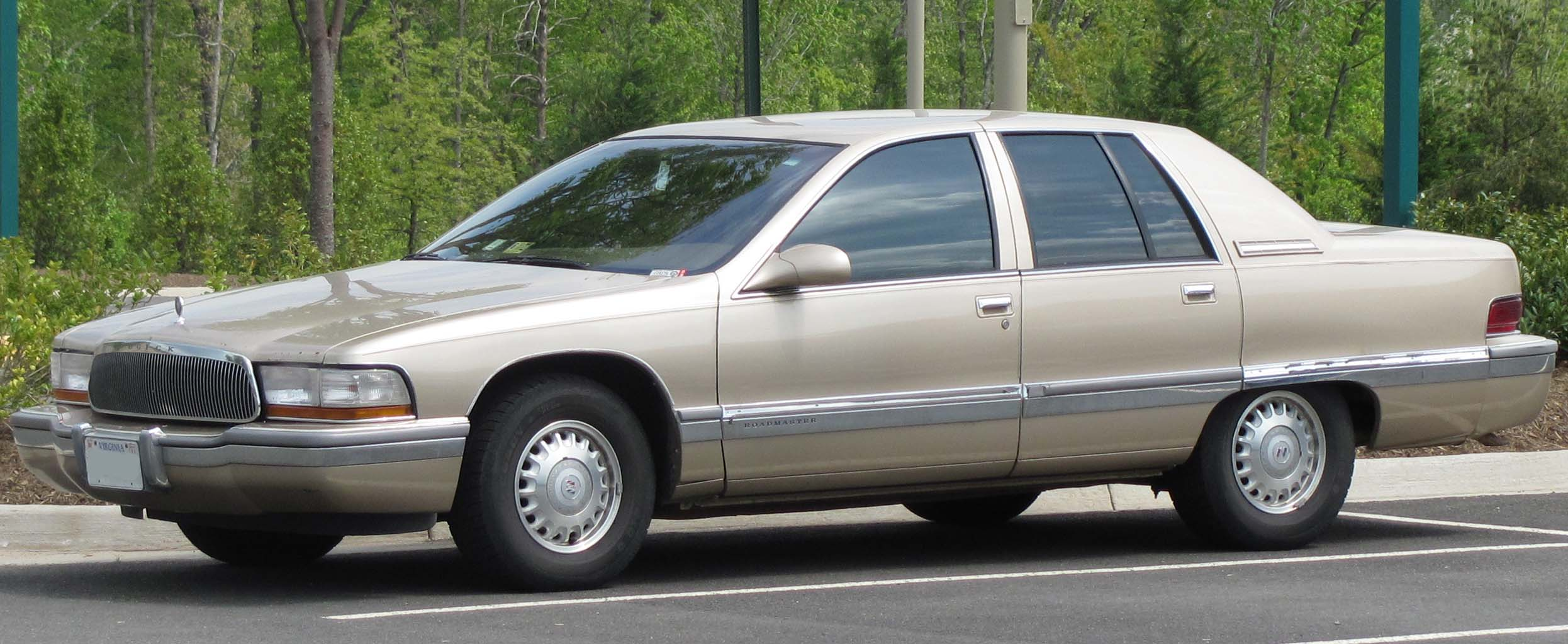
1991-1996 بويك رودماستر

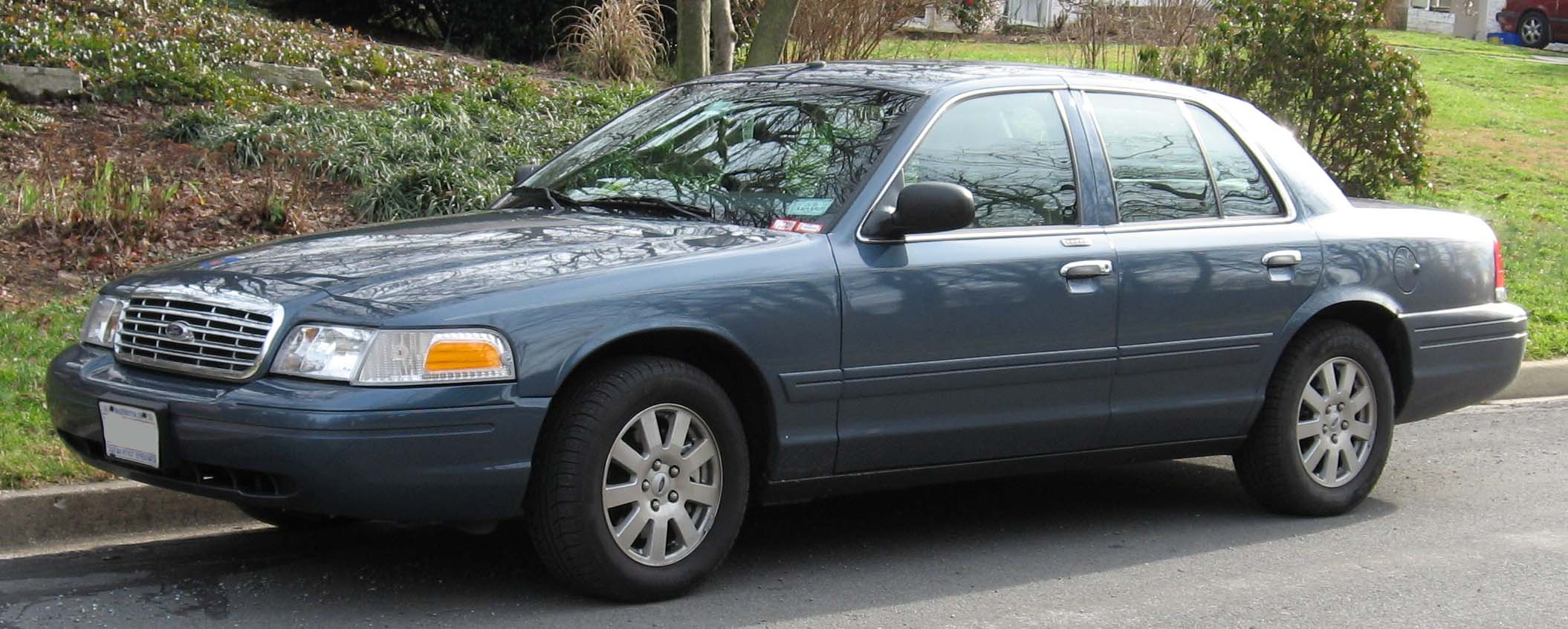
1998-2011 فورد كراون فيكتوريا

من الثمانينات إلى التسعينات، بدأت الحصة السوقية للسيارات كاملة الحجم في الانخفاض؛ إلى جانب زيادة استخدام السيارات متوسطة الحجم، نما استخدام الشاحنات الصغيرة وسيارات الدفع الرباعي كمركبات عائلية. من عام 1960 إلى عام 1994، انخفضت الحصة السوقية للسيارات كاملة الحجم من 65 في المائة إلى 8.3 في المائة. من عام 1990 إلى عام 1992، أعادت كل من جنرال موتورز وفورد تصميم خطوط سياراتها كاملة الحجم لأول مرة منذ أواخر السبعينات.
عام 1992، طورت كرايسلر أول خط سيارات كامل الحجم بالدفع الأمامي، لتحل محل إيجل بريمير / دودج موناكو بسيارات كرايسلر إل إتش (دودج إنتريبيد، إيجل فيجن، كرايسلر كونكورد / نيويوركر / إل إتش إس). في نفس العام، تم تقديم بويك رودماستر، لتصبح أول خط طرازات جنرال موتورز ذات الدفع الخلفي تم تبنيها خارج شفروليه وكاديلاك منذ عام 1985؛ تم إرجاع شيفروليه إمبالا لعام 1994.
في عام 1995، تم طرح سيارة تويوتا أفالون، لتصبح أول سيارة يابانية غير فاخرة بالحجم الكامل بستة مقاعد تُباع في أمريكا الشمالية. كانت سيارة لكزس LS400 السيدان الفاخرة لعام 1989 أول سيارة يابانية بالحجم الكامل تُباع في أمريكا الشمالية.
بعد طراز عام 1996، أنهت جنرال موتورز إنتاج سيارات السيدان ذات الدفع الخلفي.

### 2000 حتى الوقت الحاضر

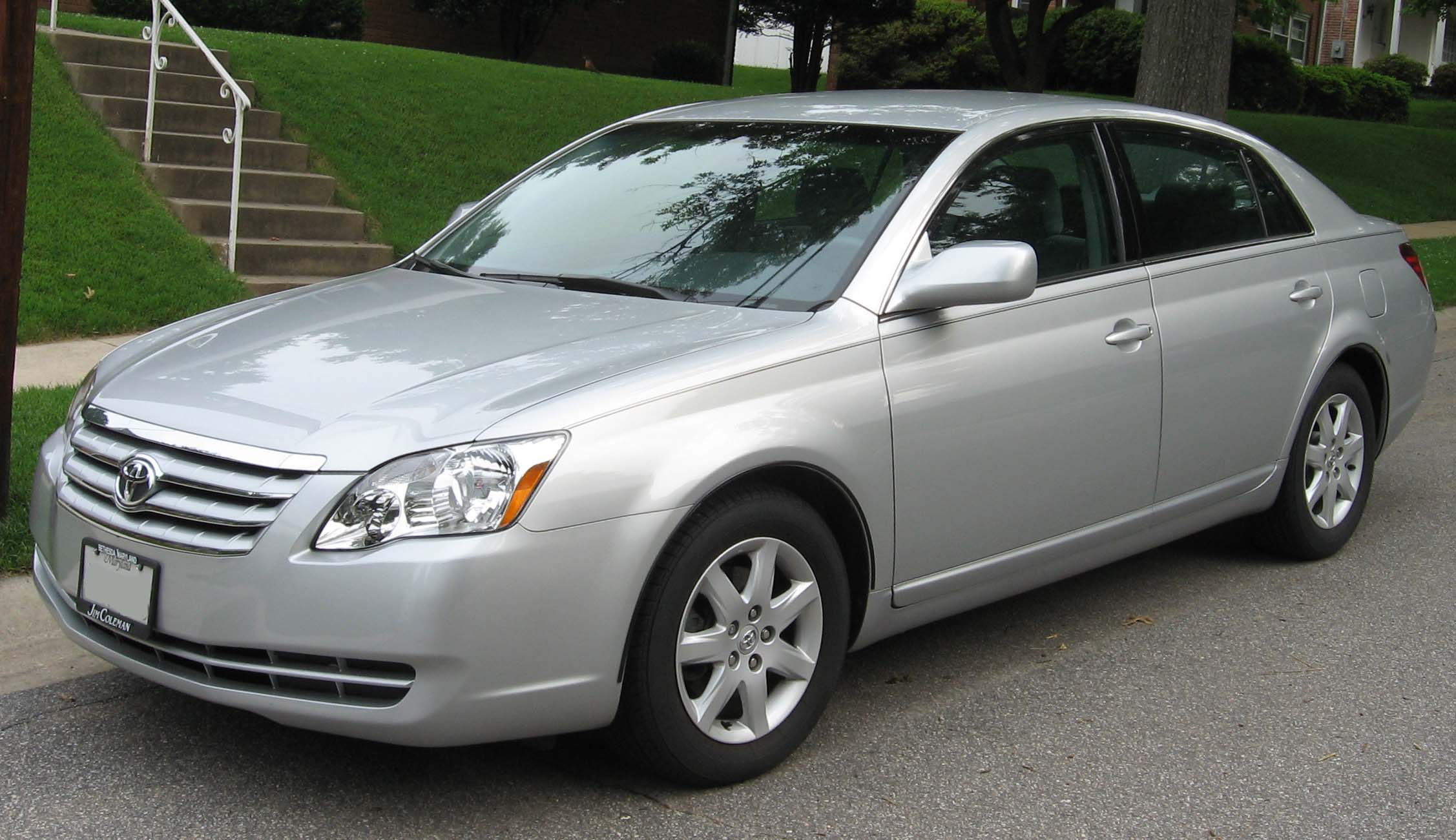
2005-07 تويوتا أفالون

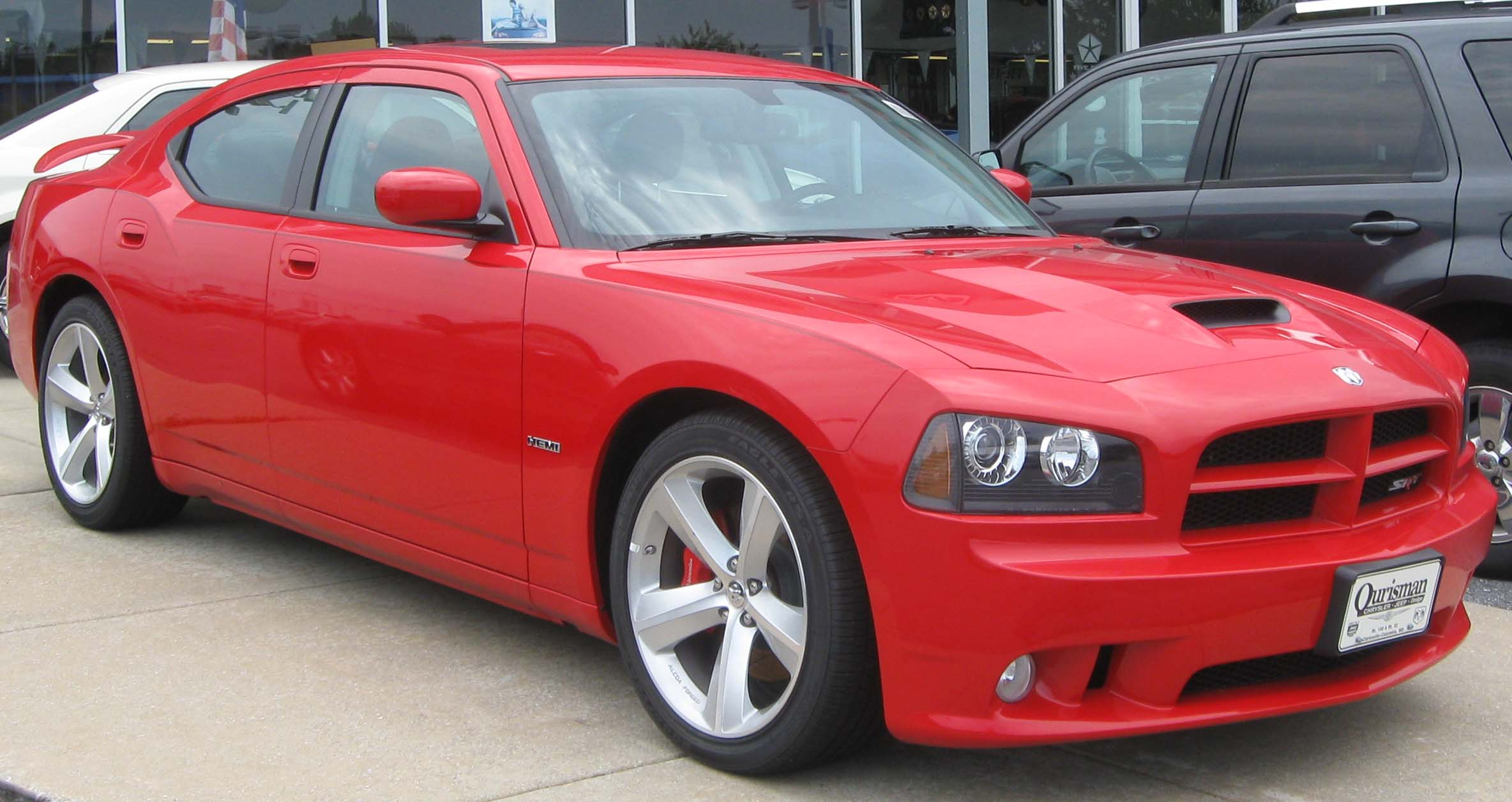
2010 دودج تشارجر SRT8

بحلول عام 2000، مع الاستثناء الوحيد لفورد كراون فيكتوريا، وميركوري جراند ماركيز، ولينكولن تاون كار، تخلت السيارات كبيرة الحجم عن نظام الدفع الخلفي والبناء على الهيكل. بدلاً من سلالة الطراز، أصبح تعريف وكالة حماية البيئة (EPA) «للسيارة الكبيرة» لأكثر من 120 قدمًا مكعبًا داخليًا موضع استخدام واسع.

## النماذج الأكثر مبيعًا
في عام 2018، كانت أعلى ثلاث سيارات مبيعًا في فئة سيارات السيدان كاملة الحجم في الولايات المتحدة هي دودج تشارجر وشيفروليه إمبالا وكرايسلر 300.